# Зішан Алі
Зішан Алі (нар. 1 січня 1970) — колишній індійський тенісист.
Найвищу одиночну позицію світового рейтингу — 126 місце досяг 12 грудня 1988, парну — 149 місце — 14 листопада 1988 року.
Здобув 3 парні титули.
Найвищим досягненням на турнірах Великого шолома було 2 коло в парному розряді.
Завершив кар'єру 1995 року.

## Фінали ATP Челленджер і ITF Ф'ючерс

### Парний розряд: 4 (3–1)
| Легенда              |
| -------------------- |
| ATP Челленджер (3–1) |
| ITF Ф'ючерс (0–0)    |

| Фінали за покриттям |
| ------------------- |
| Тверде (3–0)        |
| Ґрунт (0–1)         |
| Трава (0–0)         |
| Килим (0–0)         |

| Результат | В-П | Дата     | Турнір                 | Рівень     | Покриття | Партнер      | Суперники                        | Рахунок       |
| --------- | --- | -------- | ---------------------- | ---------- | -------- | ------------ | -------------------------------- | ------------- |
| Перемога  | 1–0 | Сер 1989 | Куала-Лумпур, Малайзія | Челленджер | Тверде   | Стів Гай     | Мортен Крістенсен Петер Флінтсе  | 6–4, 6–4      |
| Перемога  | 2–0 | Лис 1989 | Пекін, КНР             | Челленджер | Тверде   | Брюс Дерлін  | Браян Девенінг Крейґ Джонсон     | 6–4, 6–4      |
| Поразка   | 2–1 | Лют 1990 | Найробі, Кенія         | Челленджер | Ґрунт    | Лібор Пімек  | Жоао Кунья е Сілва Едуардо Массо | 4–6, 5–7      |
| Перемога  | 3–1 | Сер 1990 | Віннетка, США          | Челленджер | Тверде   | Менно Остінг | Даг Флек Луїс Еррера (тенісист)  | 4–6, 6–3, 6–2 |

## Юніорські фінали турнірів Великого шолома

### Парний розряд: 1 (1 поразка)
| Результат | Рік  | Турнір                           | Покриття | Партнер      | Суперники                      | Рахунок       |
| --------- | ---- | -------------------------------- | -------- | ------------ | ------------------------------ | ------------- |
| Поразка   | 1987 | Відкритий чемпіонат США з тенісу | Тверде   | Бретт Стівен | Горан Іванишевич Дієго Наргісо | 6–3, 4–6, 3–6 |